# Micropterix abchasiae
Micropterix abchasiae és una espècie d'arna de la família Micropterigidae. Va ser descrita per Zagulajev l'any 1983.
És una espècie endèmica d'Abkhàsia a Geòrgia.